# Société suisse des entrepreneurs
La Société suisse des entrepreneurs (SSE) est l'organisation professionnelle, économique et patronale des entreprises suisses du bâtiment et du génie civil ainsi que des branches apparentées au secteur principal de la construction. Elle est organisée en tant qu'association.

## Historique
De 1889 à 1896, dans les grandes villes du pays, des entrepreneurs constituèrent des associations locales qui se réunirent en 1897 pour former la Société suisse des entrepreneurs afin de faire valoir leurs intérêts sur les plans politique et social. Sa fondation était une réaction aux grèves et autres actions syndicales, destinées à obtenir des augmentations salariales et une amélioration des conditions de travail. 
Entre 1897 et 1905, le siège était toujours dans la ville, où le président en exercice avait son lieu de travail: 1897 à 1899 à Berne, 1899 à 1902 à Lucerne et 1902 à 1905 à Bâle. Le volume des tâches de l'association augmentait rapidement et c'est pour cette raison qu'un secrétariat central permanent avec siège à Zurich a été mis en place en 1905.
Depuis 1938 le secteur principal connaît la "Convention nationale" (CN), qui règle les droits et les obligations des partenaires sociaux. La CN a joué un rôle de pionnier dans divers domaines sociaux, comme lors de la création du Parifonds (1968) ou en relation avec l'extension de la protection contre le licenciement (1978). Le 9 décembre 2015 les partenaires sociaux se sont entendus sur une nouvelle convention nationale du secteur principal de la construction (CN), qui déploiera ses effets du début de 2016 à la fin de 2018.

Une étape importante de la SSE a été franchie en 1972 dans le domaine de la formation professionnelle avec le nouveau centre de formation professionnelle à Sursee.

## Structure
La SSE est domiciliée à la Weinbergstrasse 49 à Zurich avec une succursale à Lausanne (SRL Lausanne) et une autre à Bellinzone. La SSE veut défendre les intérêts interentreprises de ses membres vis-à-vis de l'État, de l'économie et de l'opinion publique. Elle s'engage notamment dans la politique patronale, économique et de formation professionnelle.
Organe suprême de la SSE, le Comité central, se compose du président central ainsi que des représentants des 7 régions et de la Fédération Infra. Chaque région et la Fédération Infra ont droit à un représentant. La région de Suisse romande a droit à deux représentants. À l'exception du président central (élection par l'Assemblée générale), les membres du Comité central sont élus par l'Assemblée des délégués. Depuis 2015, la SSE est présidée par l'entrepreneur tessinois Gian-Luca Lardi.
L'organe officiel de la SSE est le mensuel "Journal Suisse des Entrepreneurs". Fondé en 1901, chaque numéro comporte des articles en français, allemand et italien. 